# Arechausk
Arechausk (biał. Арэхаўск) – osiedle typu miejskiego na Białorusi w obwodzie witebskim w rejonie orszańskim, 2,8 tys. mieszkańców (2010), położone 22 km na północny wschód od Orszy.

## Demografia
Według spisu z 2009 Arechausk zamieszkiwało 2755 osób, w tym 2522 Białorusinów (91,54%), 188 Rosjan (6,82%), 33 Ukraińców (1,20%), 3 Litwinów (0,11%), 1 Polak (0,04%), 6 osób innych narodowości i 2 osoby, które nie podały żadnej narodowości.

## Historia
W XIX i w początkach XX w. wieś Oriechy al. Orzechy położona była w Rosji, w guberni mohylewskiej, w powiecie orszańskim, w gminie Wysokie. Następnie w granicach Związku Sowieckiego. Od 1991 w niepodległej Białorusi.
W listopadzie 1930 oddano tu do użytku elektrownie cieplną Biełaruskaja DRES, pracującą do dziś. Była to pierwsza tego typu elektrownia w Białoruskiej SRR.